# MARS (ускоритель)
Multiturn Accelerator-Recuperator Source (MARS) — проект источника синхротронного излучения на базе многооборотного ускорителя-рекуператора.
Проект дифракционно-ограниченного источника СИ был предложен в работе. Хорошее описание принципов работы источника дано в статье.
Источник мягкого (терагерцового) излучения — Новосибирский терагерцовый лазер на свободных электронах — в настоящее время уже построен.

## Побудительные причины разработки
Создание источников синхротронного излучения третьего поколения, таких, как ESRF, APS, SPring-8 привело к снижению эмиттанса — фазового объёма электронного пучка — к практически достижимым пределам 30 нм·рад.
Реализация полностью пространственно когеррентного источника будет возможна, если фазовый объём оптического источника будет меньше дифракционного предела. Для рентгеновского излучения это означает <10−2 нм рад. Анализ в работе, например 
показывает, что в накопителе невозможно получить эмиттанс менее 10−1, что вынуждает использовать другие источники излучения. Альтернативой могут быть линейные ускорители, либо ускорители с рекуперацией энергии.
В ускорителях-рекуператорах возможно объединение достоинств накопителей и линейных ускорителей. К достоинствам рекуператора можно отнести малые потери частиц высоких энергий в единицу времени, и, соответственно, низкий радиационный фон и отсутствие наведённой радиоактивности. С другой стороны, как уже упоминалось выше, использование хорошего инжектора с эмиттансом < 100 нм рад позволяет при ускорении до больших (5 ГэВ) энергий, за счёт адиабатического сжатия достичь искомого эмиттанса < 10−2 нм рад.
В рекуператорах время ускорения (порядка десяти микросекунд) гораздо меньше времени радиационного затухания в накопительных кольцах (порядка миллисекунд), и тем самым, радиационное затухание не сможет повлиять на эмиттанс.
Опишем кратко одну из предлагаемых в настоящее время к созданию конструкций. Пучок электронов из инжектора (5 МэВ) проходит дополнительное ускорение в двукаскадном инжекторе и четырежды проходит основную ускорительную систему, достигая энергии 6 ГэВ. Далее пучок проходит ту же ускорительную систему в тормозящей фазе и с энергией 5 МэВ выводится из ускорителя в поглотитель. На четырёх дорожках в рекуператоре одновременно движутся ускоряющиеся и замедляющиеся электроны. На четырёхдорожечном ускорителе-рекуператоре устанавливаются 4 сверхдлинных ондулятора длиной 150—200 метров (число полюсов порядка 104) и несколько десятков длиной 5-20 м.